# G. Fodor Gábor
G. Fodor Gábor (Szikszó, 1975. november 20. –) magyar politológus, a XXI. Század Intézet stratégiai igazgatója, Akadémiai Ifjúsági Díjas (2005).

## Pályafutása

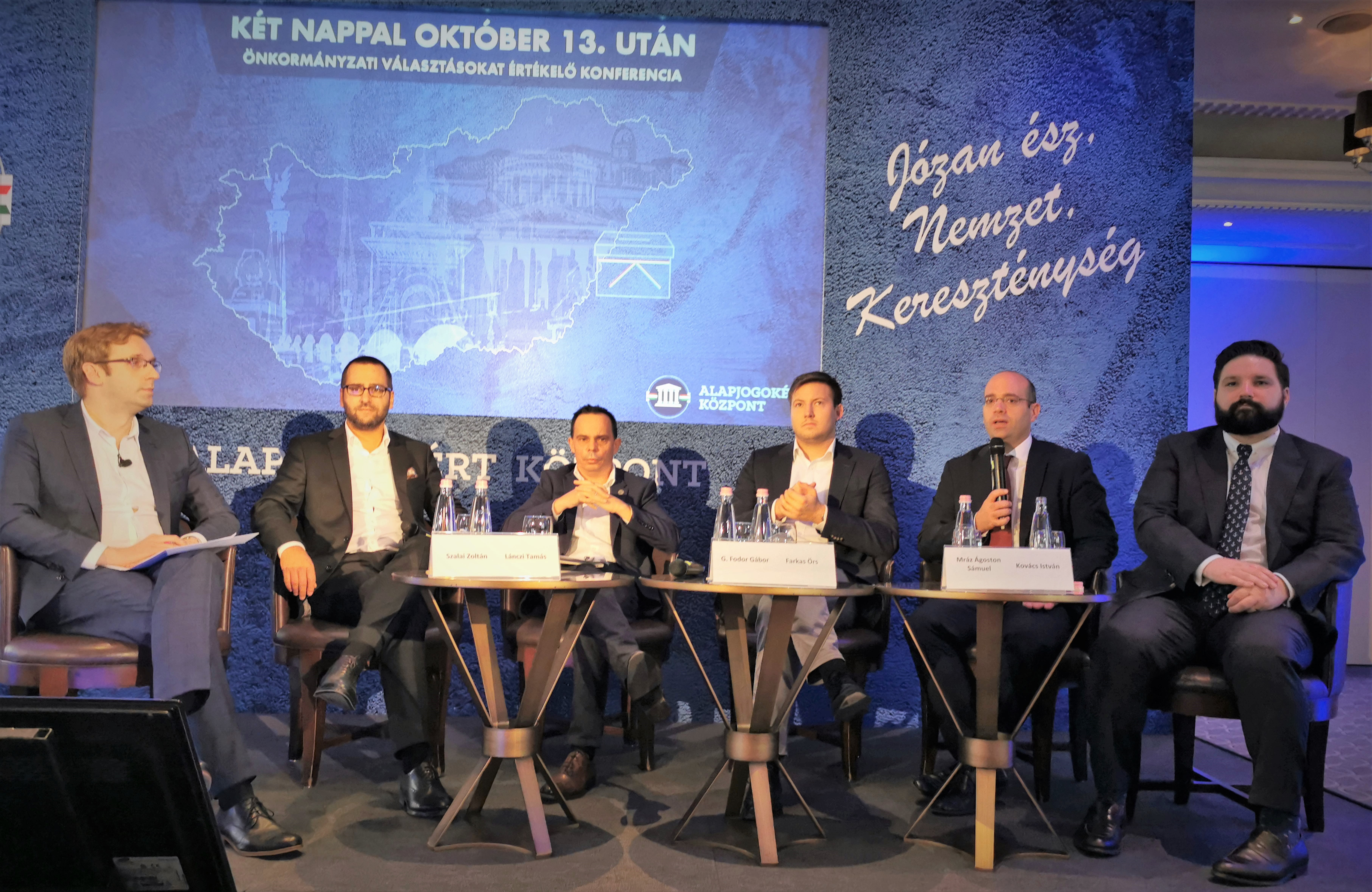
Az önkormányzati választásokat értékelő konferencián; Corinthia Szálloda, Budapest, 2019 (G. Fodor Gábor balról a harmadik)

A Miskolci Egyetem Bölcsészettudományi Karán szerzett politológusi diplomát 1999-ben, majd 2003-ban summa cum laude doktorált az Eötvös Loránd Tudományegyetem Állam- és Jogtudományi Kar (ÁJK) Politikatudományi Intézetében.
1999 és 2002 között a Miskolci Egyetemen egyetemi tanársegéd, majd 2002 és 2004 között az ELTE ÁJK Politikatudományi Intézet megbízott egyetemi tanársegéd volt.
Lánczi András közbenjárására került a Századvég Alapítványhoz, amelynek később stratégiai igazgatója lett. 2013-ban nemzetbiztonsági ellenőrzésen esett át, melyet az Alkotmányvédelmi Hivatal végzett el.
A 2015 szeptemberében indult 888.hu hírportál főszerkesztője.
2018. október 4-től a Századvég Alapítvány kuratóriumának elnöke.
2019. január 13-tól önálló műsora van az Echo TV-n A nyolcas címen, amely 2019. április 7. óta a Hír TV-n látható.
2021. júliusától a XXI. Század Intézet stratégiai igazgatójaként dolgozik. 
Kutatási területei a modern magyar politikai gondolkodás története, a modern politikai filozófia etikai és ismeretelméleti dilemmái.
Nyelvismerete: angol, német, francia.

## Könyvei

### Német nyelven
- (2004, Körösényi Andrással) Das politische System Ungarns. In Ismayr, Wolfgang (Hrsg.): Die politischen Systeme Osteuropas. Leske + Buderich, UTB, Stuttgart. 323-373. (ISBN 3 8100 4053 3)

### Magyar nyelven
- Politikai filozófia. A politikai filozófia ismeretelméleti és etikai dilemmái. Szöveggyűjtemény; szerk. G. Fodor Gábor; Rejtjel, Bp., 2001 (Rejtjel politológia könyvek)
- Politikai szecesszió; vál., szerk., bev. G. Fodor Gábor; TTFK–Kortárs, Bp., 2003 (Magyar néző)
- (2004) Kérdéstilalom – Eric Voegelin politikai filozófiája. L’Harmattan Kiadó, Budapest (ISBN 963 9457 97 3)
- (2004) Gondoljuk újra a polgári radikálisokat. L’Harmattan Kiadó, Budapest (ISBN 963 9457 73 6)
- (2006, Schlett Istvánnal) Lú-e vagy szobor? Tanulmányok tudományról, politikáról, politikatudományról. Századvég Kiadó, Budapest (ISBN 963 7340 14 9)
- Őszöd árnyékában. A 2. Gyurcsány-kormány első éve; szerk. Gazsó Tibor, G. Fodor Gábor, Stumpf István; Századvég, Bp., 2007
- Végjáték. A 2. Gyurcsány-kormány második éve; szerk. G. Fodor Gábor, Stumpf István; Századvég, Bp., 2008
- Kormányzás/tudás; Századvég, Bp., 2008
- (V)álságkormányzás. A 2. Gyurcsány-kormány harmadik éve; szerk. G. Fodor Gábor, Stumpf István; Századvég, Bp., 2009
- G. Fodor Gábor–Kern Tamás: A rendszerváltás válsága; Századvég, Bp., 2009
- A dolgok természete; szerk. G. Fodor Gábor, Lánczi András; Századvég, Bp., 2009
- Hazá®djáték. A szocialista-liberális kormányzás nyolc éve; szerk. G. Fodor Gábor, Kern Tamás, Stumpf István; Századvég, Bp., 2010
- Politikaelméleti paradigmák; Századvég, Bp., 2010
- Századvég. Jubileumi kötet, 1993-2013; szerk. G. Fodor Gábor; Századvég, Bp., 2013
- GFG blog; Századvég, Bp., 2014
- Görgényi Tamás–G. Fodor Gábor–Fűrész Gábor–Ketipisz Sztavrosz: A lázadás éve. Big pikcsör-beszélgetések a 888-on; Századvég, Bp., 2017
- Orbán kontra Soros – Három fejezet Orbán és Soros négy évtizedes küzdelméről Közép- és Kelet-európai Történelem és Társadalom Kutatásáért Alapítvány, Budapest, 2024 ISBN 978-615-6200-71-6

## Díjai, elismerései
- Köztársasági Ösztöndíj – kiváló tudományos-tanulmányi munkáért (1998 – 1999)[8]
- Rákóczi Ösztöndíj – A regionális politika dilemmái c. tanulmányért (1998 – 1999)[8]
- Akadémiai Ifjúsági Díj – Egy normatív értelemben felfogott politikatudomány kidolgozásának kísérlete c. pályamunkáért (2005)[8]
- Kolnai Aurél-díj (2007)[9]
- Bezerédj-díj (2008)